# Dare (banda)
Dare é uma banda de rock britânica formada em 1985 em Oldham, Reino Unido, tendo como líder e vocalista principal, o ex-tecladista do Thin Lizzy, Darren Wharton. A banda lançarou onze álbuns até o momento, dez de estúdio e um ao vivo. Seu álbum mais recente deveria ser lançado originalmente em 2019, embora tenha sido adiado posteriormente, com Road to Eden anunciado pela banda em 2022.

## História
Formada em 1985 pelo ex-tecladista do Thin Lizzy, Darren Wharton, depois que Phil Lynott dissolveu a banda, em 1987, Dare ganhou seguidores locais em Oldham e assinou um contrato de quatro anos com a A&M Records.
O álbum de estreia da banda, Out of the Silence, foi lançado em 1988 gravado em Los Angeles, no estúdio privado da cantora Joni Mitchell em Beverly Hills. A formação consistia em Darren Wharton (vocal/teclado), Vinny Burns (guitarra), Martin "Shelley" Shelton (baixo), James Ross (bateria) e Brian Cox (teclado).
O próximo álbum, Blood from Stone, foi lançado em 1991, época em que Nigel Clutterbuck substituiu Shelton no baixo e Greg Morgan na bateria. Apresentando um toque muito mais intenso do que a estreia da banda, o álbum foi produzido em Los Angeles por Keith Olsen. Desde então, Wharton comentou negativamente sobre a mudança de estilo, afirmando que: "Embora esteja muito orgulhoso daquele álbum, devíamos ter nos mantido firmes musicalmente e não tentar entrar no vagão da banda de heavy metal". Ele acrescentou: "Blood from Stone foi escrito para agradar a imprensa de rock do mundo." Em 2023, Blood from Stone estava sendo regravado pela banda.
Apesar do álbum lançado ter alcançado a posição 48 na UK Albums Chart e a banda ter tido um rápido sucesso em outros lugares da Europa, as vendas do álbum decresceram e a banda foi abandonada pela A&M Records. Nessa época, Dare havia lançado cinco singles que figuraram no UK Singles Chart: "Abandon", "Nothing Is Stronger Than Love" e "The Raindance" de Out of the Silence, e "We Don't Need a Reason" e "Real Love" de Blood from Stone.
Em 1998, seria publicado um terceiro álbum - Calm Before the Storm. A esse ponto, Vinny Burns, Brian Cox e Nigel Clutterbuck já haviam partido; em vez disso, a banda consistia em Andrew Moore na guitarra, Martin Wilding no baixo e Julian Gardner na bateria, com "músicos adicionais" Kevin Whitehead na bateria e Richard Dews no violão e vocal de apoio. Dos que partiram, Cox tocaria com D:Ream antes de se tornar um físico de partículas e comunicador científico, enquanto Burns, após uma breve turnê pela Ásia, passaria a tocar com grupos como Ultravox e Ten, como além de lançar um álbum solo The Journey em 1999. Ele finalmente retornou para a banda em 2008.
Calm Before the Storm marcou outra mudança de estilo em direção a um tom mais suave. Desde então, Wharton comentou sobre o surgimento desse ritmo, afirmando que foi principalmente parte de suas "raízes" do Thin Lizzy. Um ano após seu lançamento, o álbum foi relançado no Reino Unido pela Legend Records. Esta edição apresentou capa alternativa, uma lista de faixas reorganizada, som remixado e a adição de uma faixa bônus inédita, "Cold Wind Will Blow".
O próximo álbum da banda, Belief, foi lançado em 2001 e deu continuidade ao estilo introduzido no álbum anterior. Nessa época, Dews foi creditado como membro de pleno direito da banda, ao lado de Wharton, Moore e Gardner. O primeiro single, "White Horses", foi reproduzido na maior estação de rádio nacional do Reino Unido, BBC Radio 2. Seguiram-se turnês pela Europa e Escandinávia, incluindo uma turnê de 12 datas com a Ásia no Reino Unido.
No final de 2004, a banda lançou seu quinto álbum, Beneath the Shining Water. O single "Sea of Roses" mais uma vez recebeu considerável repercussão na Radio 2. A turnê de apoio foi capturada no primeiro álbum ao vivo da banda, The Power of Nature: Live in Munich, lançado no ano seguinte em edições de CD e DVD, este último das quais incluiu uma série de entrevistas com Wharton nas quais ele narra a história da banda. O lançamento ao vivo seria o último álbum do Dare com Andrew Moore nas guitarras. Em 2008, os álbuns Belief e Beneath the Shining Water foram lançados em CD pela Warner Music/ADA nos Estados Unidos.
Em outubro de 2009, Arc of the Dawn foi lançado. Com a saída de Moore, a banda foi reduzida a um trio, com Wharton nos vocais e teclados, Dews nas guitarras e backing vocals e Whitehead na bateria. No entanto, o membro fundador Vinny Burns retornaria à banda para a turnê subsequente. Esta formação foi mantida para Calm Before the Storm 2; lançado em 2012, o álbum é uma regravação do terceiro álbum da banda, Calm Before the Storm, com uma lista de faixas ligeiramente alterada.
Em julho de 2016, o grupo lançou Sacred Ground. O álbum é frequentemente referido como o álbum de estúdio número sete, visto que Calm Before the Storm 2 estava regravando. Dews já havia deixado a banda nessa época, deixando Burns como único guitarrista mais uma vez, enquanto Nigel Clutterbuck também retornou no baixo. A banda foi acompanhada em shows ao vivo por Marc Roberts nos teclados. O álbum liderou as paradas de rock da Amazon no Reino Unido, Alemanha, Espanha e Itália, e recebeu críticas predominantemente positivas, embora geralmente específicas do gênero. Um exemplo típico pode ser MelodicRock.com, que comentou que "o álbum apresenta algumas das composições mais maduras de Wharton até hoje. Provocador e apaixonado, embora ainda mantendo um toque de rock sombrio".
Em uma entrevista para metalcovent.com em agosto de 2016, Wharton comentou que "Tenho um novo álbum quase pronto para ser lançado no próximo ano, então. Portanto, não demorarão 4 anos até o próximo". As datas/locais da turnê durante 2017 incluíram o Oslo Hard Rock Café na Noruega, o Rockingham Festival na Nottingham Trent University, Reino Unido, Winter Storm na Escócia e o festival H.E.A.T na Alemanha. A banda continuou em turnê em 2018 e em setembro daquele ano já havia tocado em locais como Hard Rock Heaven (Reino Unido), Row Club (Atenas, Grécia) e Melodic Rock Festival (Suécia). A banda também co-liderou cinco shows no Reino Unido com a FM.
Em 4 de maio de 2018, a banda anunciou Out of the Silence II, uma edição especial de aniversário de seu álbum de estreia. O álbum é uma regravação completa do original com a formação atual da banda e apresenta uma versão especial estendida de sua música "King of Spades" incorporando a seção instrumental de "Róisín" do Thin Lizzy. Dubh: A Rock Legend", em homenagem a Phil Lynott. O álbum foi lançado em 29 de junho de 2018, com pré-vendas iniciadas em 18 de maio. No dia 9 de maio de 2018, a banda anunciou o lançamento de um novo site oficial. Em 30 de novembro de 2018, Dare anunciou os detalhes iniciais da turnê europeia para 2019, que em 6 de janeiro de 2019 havia se expandido para 22 datas na Bélgica, Alemanha, Holanda, Noruega, Espanha, Suécia, Suíça e Reino Unido. Dare continuou a turnê em 2020, com sua primeira aparição no King's Call Cruise (4 a 5 de janeiro). Outras datas confirmadas para 2020 foram no Cascais Rock Fest, a 25 de janeiro (com Cutting Crew e The Stranglers), e no Rock of Ages Festival, Alemanha, de 31 de julho a 2 de agosto. No entanto, de acordo com as orientações/regulamentos oficiais, todos os shows de 2020 foram interrompidos a partir de março de 2020 devido à pandemia de COVID-19.
Em 25 de agosto de 2021, na página oficial de Dare no Facebook, foi anunciado um show de Natal no Holmfirth Picturedrome (4 de dezembro). Ao mesmo tempo, a banda deu uma atualização sobre o novo álbum pendente.
O último álbum do Dare, Road to Eden, foi finalmente anunciado pela banda em 10 de janeiro de 2022, com data de lançamento pela Legend Records em 1º de abril de 2022. Uma faixa inicial do álbum (a faixa principal), "Born in the Storm" , foi anunciado ao mesmo tempo.
A formação do álbum permaneceu inalterada em relação aos lançamentos anteriores, consistindo em Wharton, Burns, Whitehead e Clutterbuck, com Marc Roberts mais uma vez cuidando das tarefas de teclado na turnê de apoio. A etapa do Reino Unido foi anunciada em 10 de janeiro e consistiu em 12 shows, começando em Leeds em 6 de outubro e terminando em Newbury em 29 de outubro.
As datas para 2023 incluíram uma aparição no Great Rock and Blues Festival em Butlins, Skegness em janeiro, férias de primavera do Hard Rock Hell em março, H.E.A.T. Festival na Alemanha e Rocknytt Cruise na Suécia em abril, e uma turnê de 12 datas no Reino Unido com FM e Tyketto. As datas de 2023 também incluíram o festival Firevolt (anteriormente Firestorm, mas alterado por ser o nome de outro festival) em Manchester em 13 de agosto e uma turnê conjunta pela Espanha com FM em outubro. Em setembro de 2023, Wharton anunciou que a banda estava empenhada em regravar o álbum Blood from Stone, bem como em escrever canções para um novo álbum de estúdio de Dare.

## Membros e Ex-membros

### Membros atuais
- Darren Wharton – vocal, teclado, keytar (1985–1992, 1998–presente)

- Vinny Burns – guitarra (1985–1992, 2008–presente)

- Nigel Clutterbuck – baixo (1989–1992, 2014–presente)

- Marc Roberts – teclado (ao vivo) (2006-presente)

- Kevin "Kev" Whitehead – bateria (2006-presente)

### Ex-membros
- Brian Cox – teclado (1986–1992)

- Richard "Richie" Dews – guitarrista, co-escritor/guitarra (1991–2014)

- Brian Drawbridge – baixo (1998–2000)

- Julian Gardner – bateria (1998–2002)

- Simon Gardner – teclado (1998–2002)

- Gavin Mart – bateria (2002–2006)

- Andrew "Andy" Moore – guitarra (1998–2006)

- Greg Morgan – bateria (1991–1992)

- James Ross – bateria (1985–1989)

- Martin "Shelley" Shelton – baixo (1985–1989)

- Mark Simpson – teclado (1986)

- Ed Stratton – bateria (1985)

- Martin Wilding – baixo (1998)

## Discografia

### Álbuns de estúdio
Out of the Silence (1988)
Blood from Stone (1991)
Calm Before the Storm (1998)
Belief (2001)
Beneath the Shining Water (2004)
Arc of the Dawn (2009)
Calm Before the Storm 2 (2012)
Sacred Ground (2016)
Out of the Silence II (2018)
Road to Eden (2022)

### Álbuns ao vivo
The Power of Nature: Live in Munich (2005)